# Serrat de la Clapera
El Serrat de la Clapera és una serra situada al municipi de la Vall d'en Bas a la comarca de la Garrotxa, amb una elevació màxima de 907 metres.